# Savoy Truffle
Savoy Truffle è un brano musicale dei Beatles contenuto nell'album The Beatles (meglio noto come Doppio bianco) del 1968.

## Il brano

### Origine e storia
L'autore della canzone è George Harrison e tratta principalmente della passione di Eric Clapton, suo grande amico all'epoca, per i cioccolatini.
George si trovava con Clapton, divoratore di cioccolata nonostante alcuni disturbi dentali, alle prese con una scatola di cioccolatini marca Mackintosh, del tipo Good News, dai nomi fantasiosi. Tra gli altri: "creme tangerine" (curiosamente i Cream erano il gruppo in cui militava Clapton all'epoca), "montelimart", "ginger sling" e, naturalmente, "savoy truffle". I versi sono costruiti elencando, con qualche licenza poetica, i tipi di cioccolatini indicati sul coperchio della scatola, parlando dei rischi della loro assunzione.
Ad un certo punto della canzone, viene anche citata Ob-La-Di, Ob-La-Da (canzone di McCartney della quale gli altri tre Beatles non avevano una gran stima) come epitome della banalità e del luogo comune: «We all know Ob-la-di-bla-da / But can you show me where you are?» ("Conosciamo tutti Ob-la-di-bla-dà / Ma puoi farmi vedere dove sei?").
Con questa canzone, George voleva scherzosamente far notare a Clapton che, con i suoi problemi di carie, se avesse mangiato anche solo un altro cioccolatino ripieno, gli avrebbero dovuto levare tutti i denti.
Derek Taylor dette una mano a mettere assieme la sezione mediana del brano suggerendo il titolo di un film che aveva appena visto, intitolato You Are What You Eat ("Tu sei quello che mangi"), la scansione ritmica però non tornava, e così Harrison cambiò la frase in you know that what you eat you are ("Tu sai che sei quel che mangi").

### Registrazione
Musicalmente il brano fu in parte registrato ai Trident Studios con una sezione di sassofoni che utilizza alcuni elementi della scena jazz inglese dei tempi. I Beatles registrarono la prima take della canzone il 3 ottobre 1968 e il mix finale venne concluso il 14 ottobre.

## Cover
- I They Might Be Giants reinterpretarono Savoy Truffle nella compilation del 2003 Songs From the Material World: A Tribute to George Harrison.[1]

- I Phish hanno eseguito il brano come parte della loro intera rilettura del White Album avvenuta nella notte di Halloween del 1994, che fu poi pubblicata sull'album Live Phish Volume 13.

- Ella Fitzgerald reinterpretò la canzone come lato B del suo singolo del 1969 I'll Never Fall In Love Again / Savoy Truffle.

- I Bull Angus inserirono una cover della canzone nel loro album Free For All.

## Formazione
- George Harrison: voce raddoppiata, chitarra solista
- Paul McCartney: basso, cori
- Ringo Starr: batteria, tamburello
- Chris Thomas: organo, piano elettrico
- Art Ellefson, Danny Moss, Derek Collins: sassofono tenore
- Ronnie Ross, Harry Klein, Bernard George: sassofono baritono.